# The Japan Times
The Japan Times es un diario publicado en Japón en idioma inglés. A diferencia de sus competidores, el Daily Yomiuri y el International Herald Tribune, no se encuentra afiliado a ninguna organización de medios en japonés.

## Historia

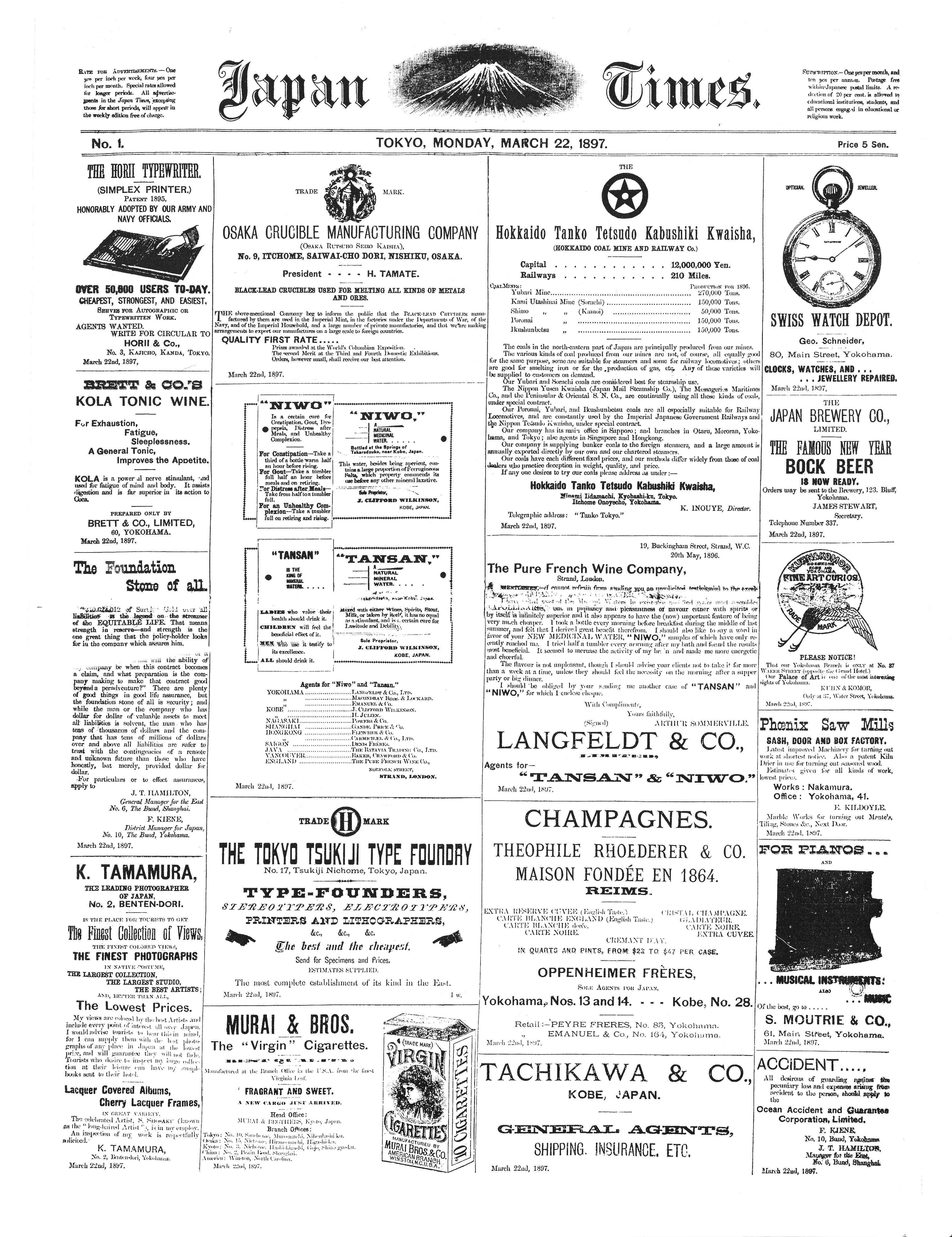
Portada del primer número del periódico The Japan Times, 22 de marzo de 1897

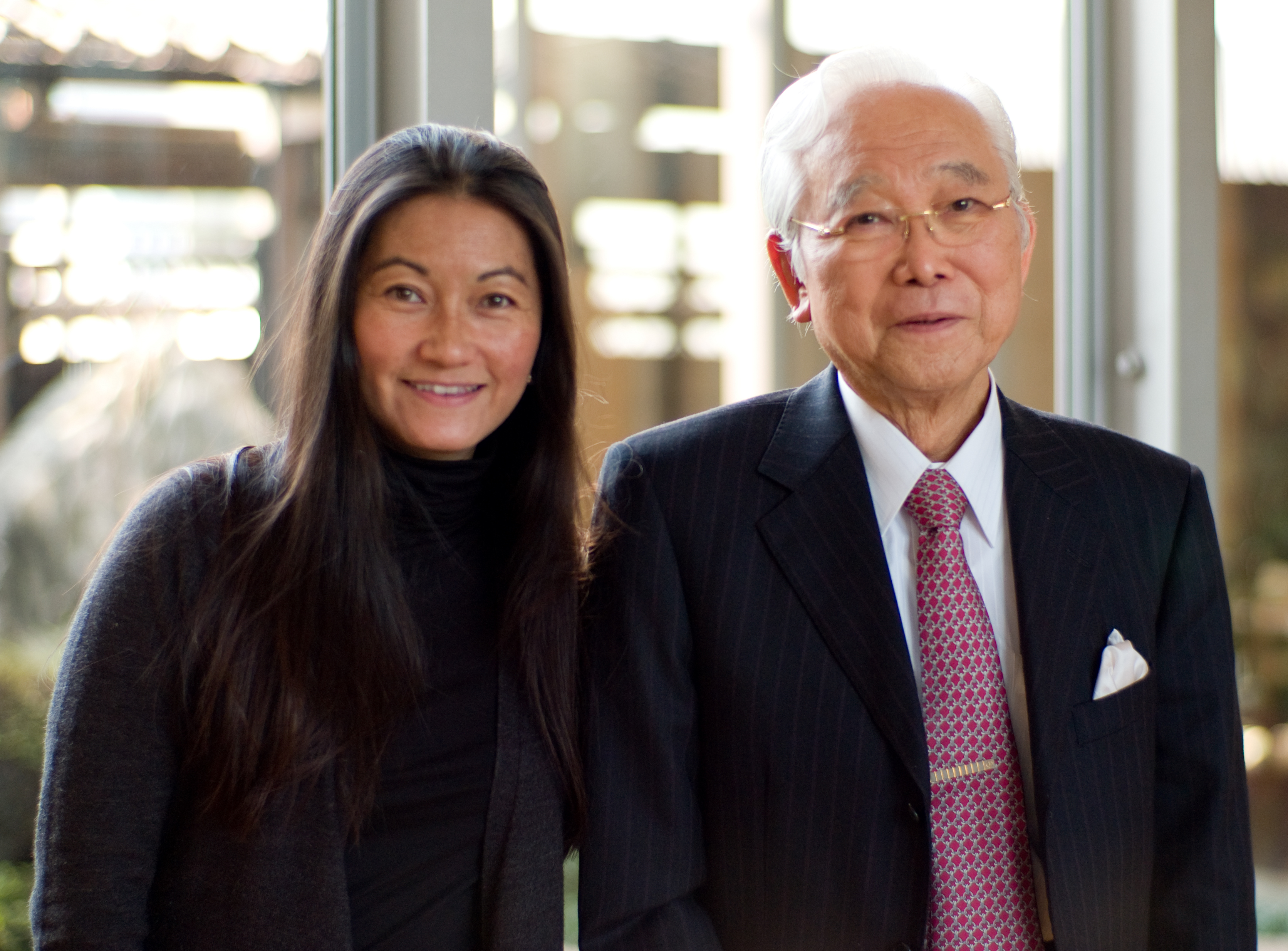
Yukiko Ogasawara (小笠原 有輝子, Ogasawara Yukiko), la actual presidenta del The Japan Times, junto a su padre, Toshiaki Ogasawara, editor y expresidente.

The Japan Times fue fundado por Motosada Zumoto en 1897 con el objetivo de brindar a los japoneses la oportunidad de leer y discutir las noticias en el idioma inglés; esto ayudaría al Japón a participar más activamente en la comunidad internacional. La primera edición contenía seis páginas, y fue publicada el 22 de marzo de 1897.
- 1897: Inauguración y primera tirada.
- 1918: Absorbe el diario The Japan Mail, publicado por un inglés. Cambia su nombre a The Japan Times Mail.
- 1933: Hitoshi Ashida se vuelve el enésimo presidente.
- 1934: Se funda The Japan Times Co. Ltd.
- 1940: Absorbe el diario The Japan Advertiser y el The Japan Chronicle.
- 1940: Cambia su nombre a "Nippon Times".
- 1951: Primera edición del The Student Times, publicación semanal bilingüe.
- 1997: Centenario del The Japan Times.
- 2006: Yukiko Ogasawara se vuelve la decimonovena presidenta.
- 2007: El precio aumenta de ¥150 a ¥180.

En un principio, el periódico era independiente del control gubernamental, pero a partir de 1931 la presión estatal sobre los editores aumentó. En 1933, el ministerio de asuntos externos del Japón se las arregló para designar a Hitoshi Ashisa como redactor jefe.
Durante la Segunda Guerra Mundial, el periódico fue usado por el gobierno imperial japonés como propaganda. La circulación en esa época era de alrededor de 7000.